# Винне, Лауренс Винсент ван дер
Лауренс Винсент ван дер Винне (нидерл. Laurens Vincentsz van der Vinne; 1658, Харлем — 1729, Харлем) — голландский живописец, рисовальщик и гравёр. Художник-флорист, мастер цветочного натюрморта.

## Биография
Ван дер Винне родился и умер в Харлеме. По сведениям известного историографа нидерландского искусства Арнольда Хоубракена, он был старшим и наиболее одарённым в художественном отношении сыном художника Винсента ван дер Винне Первого, или Старшего (1628—1702) и Аннеке Янсдр де Гавер (?—1668).
Его братья, Ян (1663—1721) и Исаак (1665—1740), также были художниками. Ван дер Винне Младший учился рисунку и живописи у отца и у художника по стеклу Питера Берхема. Особенно хорошо он писал цветочные натюрморты маслом и акварелью, многие из которых создавал для Филипса де Флинеса, державшего сад с редкими растениями, доставленными из Восточной и Вест-Индии.
Лауренс помог отцу составить список 173 членов харлемской Гильдии Святого Луки, который Винсент ван дер Винне завершил в 1702 году.
9 марта 1685 года Винсент заключил брак с Лисбет Якоб Бекарт. У них было трое сыновей: Винсент Младший (1686—1742), Якоб (1688—1737) и Ян (1699—1753). Он стал членом харлемской гильдии Святого Луки в 1685 году и был её деканом в 1722 и 1728 годах. В обыденной жизни он содержал фабрику по производству ниток и лент под названием «Vossekop» (Лисья голова).

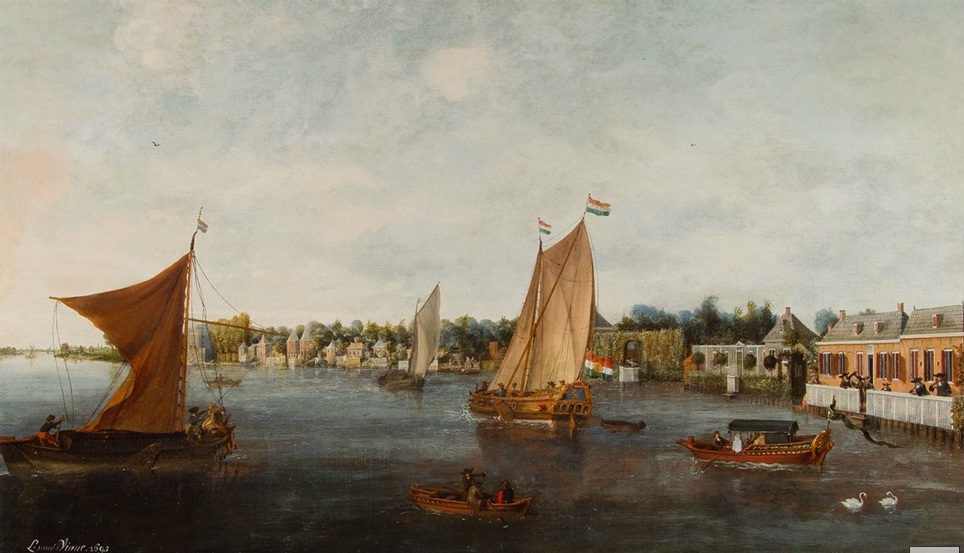
Юг за пределами Спарна. 1695. Холст, масло.
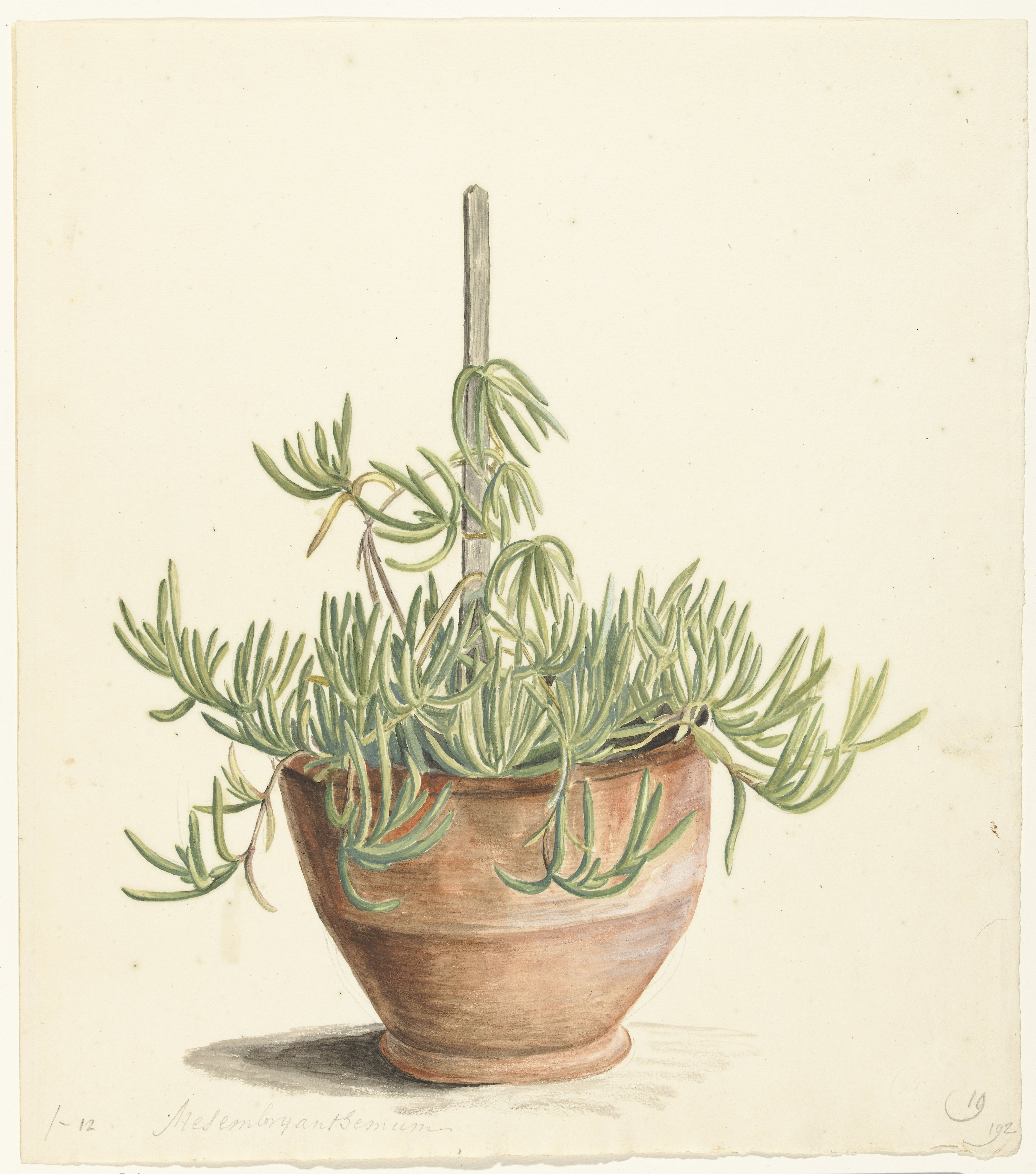
Mesembryanthemum из семейства Aizoaceae. Между 1668 и 1729. Бумага, акварель. Рейксмюсеум, Амстердам
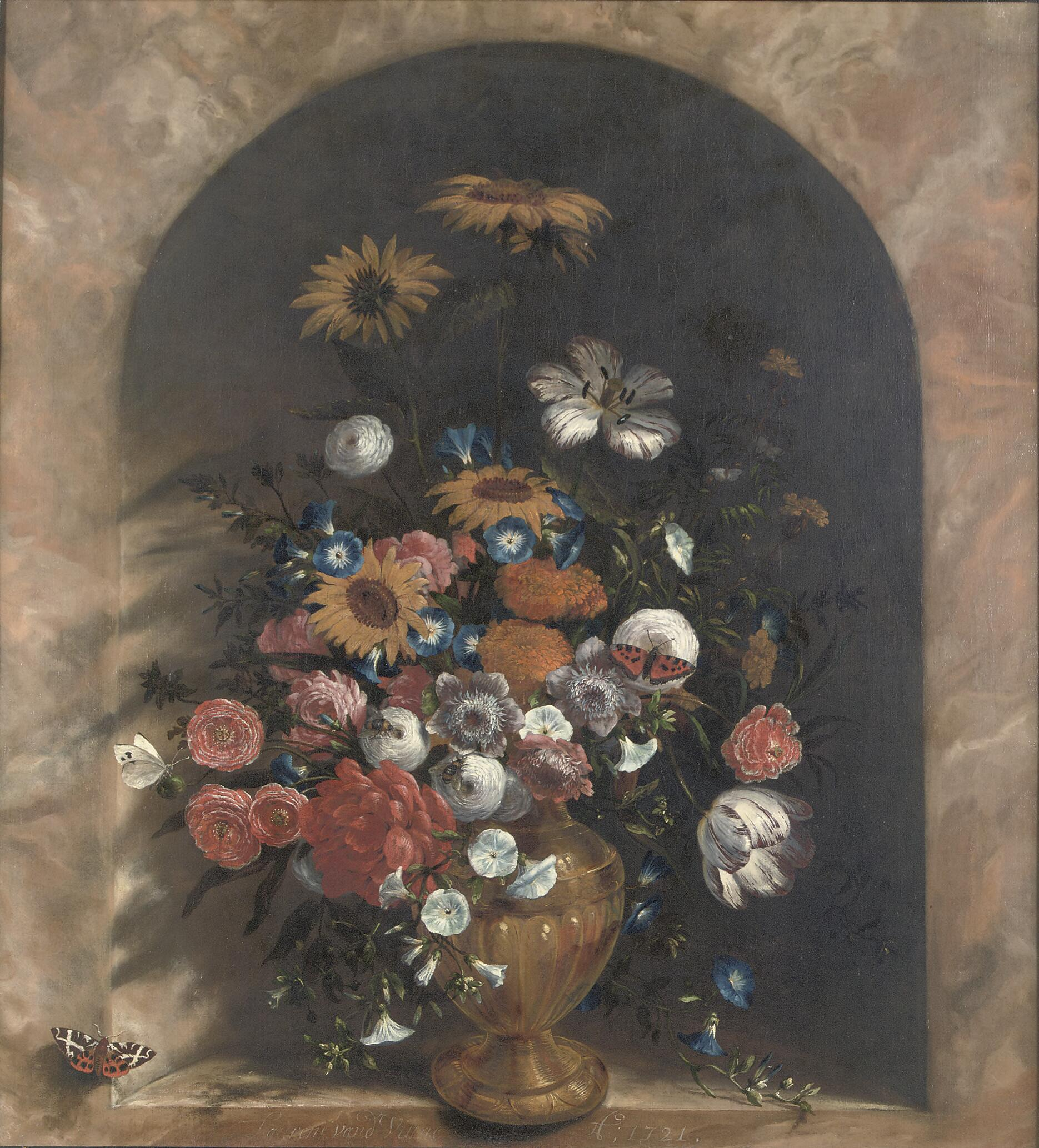
Цветы в каменной нише. 1721. Холст, масло. Частное собрание
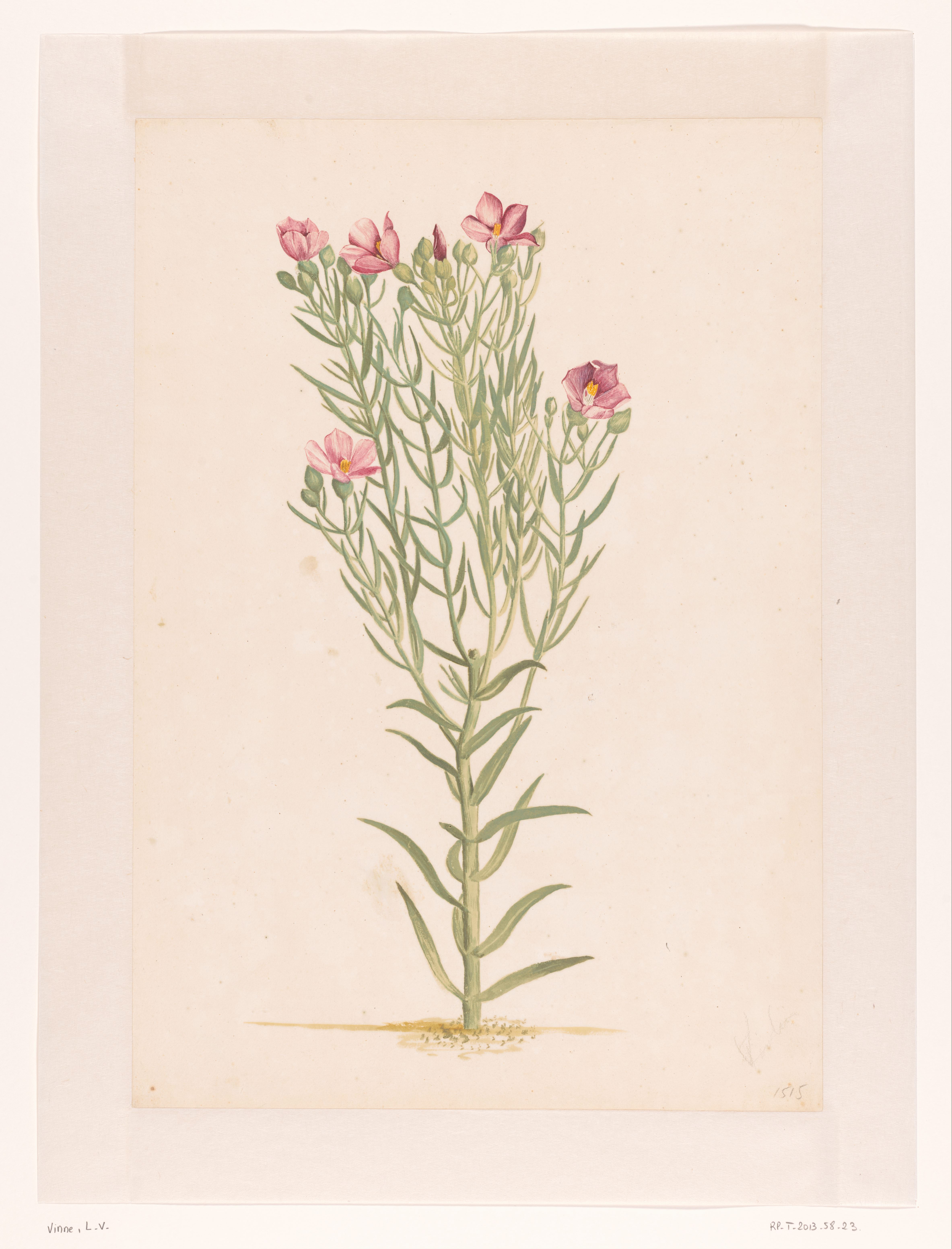
Растение с розовыми цветками. Между 1668 и 1729. Бумага, акварель. Рейксмюсеум, Амстердам
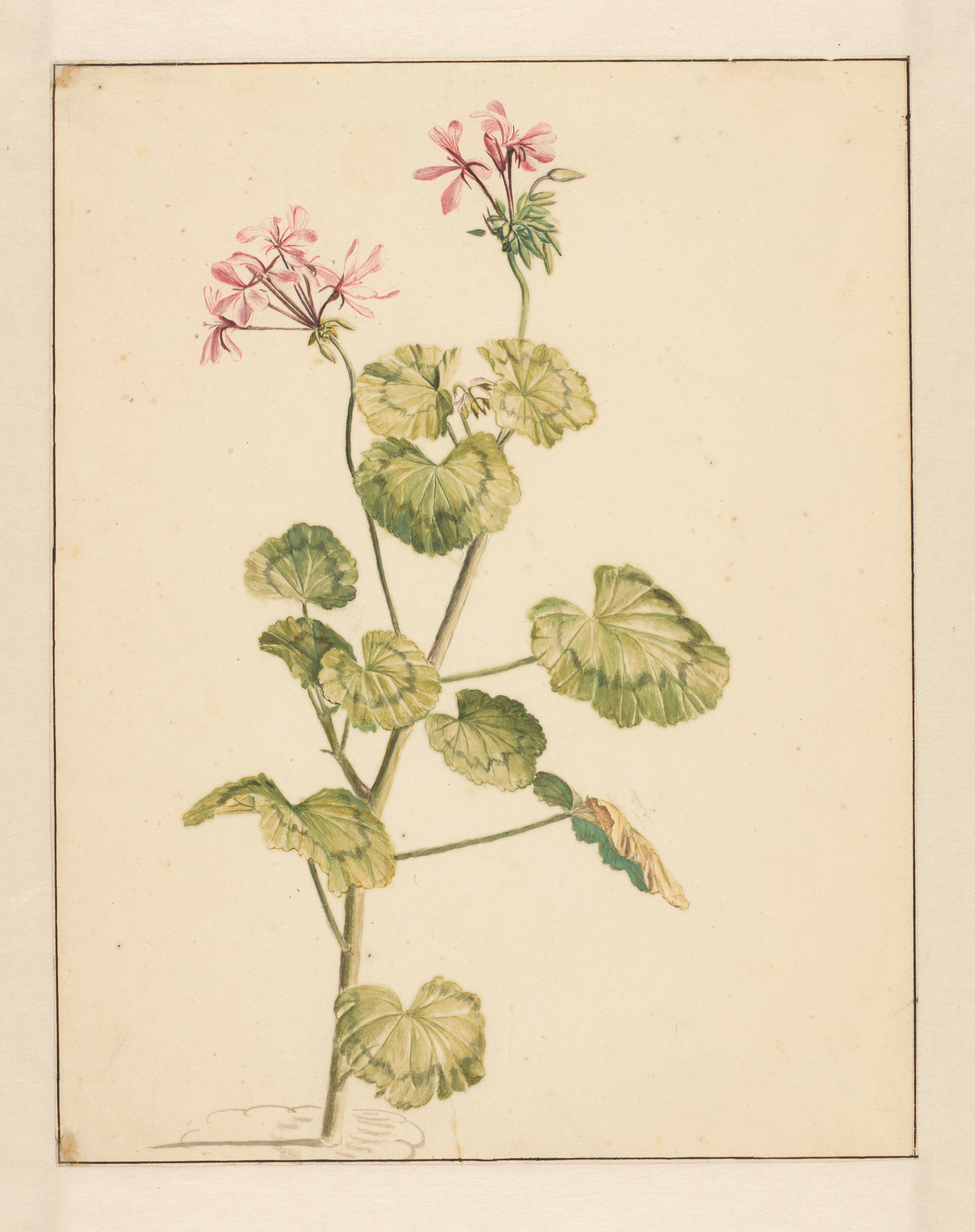
Герань. Между 1668 и 1729. Бумага, акварель. Рейксмюсеум, Амстердам